# 常备军
常备军指一个国家或政权为了维持自身安全而设置的职业军事部队。不管是战时还是和平时期，常备军的最终目的都是保卫国家或本国政权。

## 另見
- 正规军
- 各国军事列表
- 各国武装部队列表